# Carevna Akishino
Kiko, princeza Akishino (građansko ime Kawashima Kiko; Tokio, 11. rujna 1966.) je supruga carevića Akishina, koji je drugi sin japanskog cara Akihita i carice Michiko. Rođena kao kćer sveučilišnog profesora, postala je druga pučanka koja se udala za člana carske obitelji.
Zajedno sa svojim suprugom ima dvije kćeri - pricezu Mako i princezu Kako, a dana 6. rujna 2006. je rodila dječaka kojemu je dano ime Hisahito. On je postao treći po redu nasljednik Krizanteminog prijestolja, odnosno prvi muški nasljednik koji se rodio u 45 godina. Time je u Japanu spriječena ustavna kriza koja bi u budućnosti mogla nastati zbog nedostatka muških nasljednika, koji su po ustavu jedini koji mogu naslijediti prijestolje.